# Halieutaea dromedaria
Halieutaea dromedaria (лат.) — вид морских лучёпёрых рыб рода круглых рыб-лопат из семейства нетопырёвых.

## Ареал
Вид описан по единственному образцу (голотип), выловленному донным креветочным тралом с глубины 96–119 м в заливе Ванфонг (провинция Кханьхоа, Вьетнам) летом 2007 года. Вероятнее всего, выловленный образец случайно оказался на столь небольших глубинах, в то время как основная часть популяции обитает в более низких зонах.

## Описание
Голотип достигает длины 33 мм. Тело уплощённое, округлое, длина диска тела в 1,35 раз меньше ширины, а хвостовой отдел в 2,3 короче диска, отделён от него проходящей через анус кожной складкой. С каждого края диска расположено по ряду из 18 крупных шипов, каждый из которых оканчивается короткой крестообразной четырёхконечной вершиной. В профиль тело рыбы с характерным изгибом дорсальной поверхности, возникающим из-за расположенной позади затылка впадины, переходящей в выпуклость спины.
Обе стороны тела густо покрыты разновеликими шипами, в основании которых часто присутствует усиковидный кожный придаток. Пять длинных шипов с загнутыми вершинами расположено над глазницами, три — вокруг иллициальной впадины (вершины боковых раздвоены). На затылке крупных шипов всего одна пара, остальные мелкие. Прочие шипики мелкие, часто щитовидной или игольчатой формы, направление их концов и распределение по поверхности тела хаотично. Кроме того, между дорсальной стороной диска и хвостом кожа сплошь покрыта плоскими бородавкоподобными структурами, увенчанными 1-3 мелкими шипами. Аналогичные (но расположенные более часто) образования покрывают всю вентральную сторону диска.
В спинном плавнике 4 луча, в анальном — 4, в грудных — 13-14, в брюшных — 5, в хвостовом — 9 (5 внутренних у вершин ветвятся). Грудные плавники обособлены, расположены на вентральной стороне тела. Брюшные плавники хорошо развиты. Анальный плавник длинный, в прижатом к телу положении его конец почти достигает основания хвостового плавника.
Чувствительные органы представлены невромастами, расположенными в разных точках головы (над глазницами, вдоль обеих челюстей, на жаберных крышках и у иллициальной впадины) и на теле (на диске и хвосте). 
В ротовой полости зубы расположены на челюстях и предчелюстных костях; сошник и нёбо не озублены. Зубы мелкие, конические, располагаются рядами. Задний край зубных пятен на языке усечённый.
Окраска тела в основном коричневая, несколько более светлая на вентральной стороне. При увеличении на дорсальной поверхности диска становится видим плохо различимый ячеистый узор, образованный сетью тонких тёмных линий. На вентральной стороне, хвосте и плавниках (вертикальных и брюшных) при увеличении также становятся видны многочисленные коричневые точки-меланофоры. Лучи спинного, анального и брюшных плавников черноватого оттенка, так же окрашены основание и дистальный конец хвостового плавника.  Грудные плавники у основания светлые, к срединной части темнеют, на концах снова осветляются почти добела. Эска трёхдольчатая, коричневая, с белой бахромой. Ротожаберная полость светлая.

## Этимология
Видовое название dromedaria отсылает к одногорбому верблюду-дромадеру и указывает на характерный выпуклый профиль спины рыбы.